# چیتاگا
چیتاگا (انگلیسی: Chitagá) نام شهری در کشور کلمبیا است.